# Cerrejonisuchus
Cerrejonisuchus improcerus
Genre
Espèce
Cerrejonisuchus est un genre éteint de petits crocodyliformes dyrosauridés ayant vécu au Paléocène.
Son unique espèce, Cerrejonisuchus improcerus, est découverte dans la mine de charbon de Cerrejón en Colombie, et décrite en 2010. Elle est connue pour être la proie de Titanoboa, le plus grand serpent jamais découvert. 

## Étymologie
Le nom Cerrejonisuchus signifie « crocodile du Cerrejón ».